# Bušovice
Bušovice là một làng thuộc huyện Rokycany, vùng Plzeňský, Cộng hòa Séc.